# Mark Kerr
Mark Kerr (1,87 m - 116 kg), né le 21 décembre 1968 à Toledo dans l'Ohio,  surnommé « The Smashing Machine » est un pratiquant américain de combat libre et un ancien champion de lutte. Il fut numéro 1 mondial de 1997 à 2000, avant que sa carrière ne connaisse un lent déclin.

## Biographie
Mark Kerr a été initialement lutteur. Il est champion universitaire de lutte (NCAA) en 1992, puis champion amateur (FILA) de lutte libre en 1994. De 1999 à 2001, il remporte toutes les compétitions poids lourd de grappling organisées par l'Abu Dhabi Combat Club.
Kerr est rentré en combat libre en 1997. Il est notamment célèbre pour avoir remporté le tournoi poids lourds de l'UFC 14 le 13 mars 1997 et le tournoi poids lourds de l'UFC 15 le 17 octobre 1997. Il a également combattu au Pride.
Numéro 1 mondial du combat libre de 1997 à 2000, craint pour sa lutte et ses coups de genou, il essuie ensuite deux défaites, et disparait du combat libre : dopé et dépendant aux analgésiques, il subit une cure de désintoxication. Son retour, trois ans après s'avèrera désastreux, Kerr étant incapable de retrouver le niveau de son début de carrière, et essuyant de nombreuses défaites, à chaque fois dès le premier round.
En 2003, HBO sort un documentaire intitulé « The Smashing Machine: The Life and Times of Mark Kerr », un film où l'on suit Kerr dans son entrainement et ses combats professionnels, et où il dévoile sa dépendance aux antalgiques. Ken Shamrock, Bas Rutten et Mark Coleman apparaissent également dans le film.

## Palmarès en arts martiaux mixtes
(octobre 2022).
Le contenu est difficilement compréhensible vu les erreurs de traduction, qui sont peut-être dues à l'utilisation d'un logiciel de traduction automatique.
| Total       | 15 Victoires | 11 Défaitees |
| ----------- | ------------ | ------------ |
| (T)Knockout | 4            | 4            |
| Submission  | 7            | 4            |
| Decision    | 2            | 2            |
| Draw        | 0            | 0            |
| No Contest  | 1            | 1            |

| Résultat | Palmarès    | Adversaire         | Méthode                               | Évènement                            | Date       | Round, temps | Notes                                                          |
| -------- | ----------- | ------------------ | ------------------------------------- | ------------------------------------ | ---------- | ------------ | -------------------------------------------------------------- |
| Défaite  | 15–11, 1 NC | Muhammed Lawal     | TKO (Punches)                         | M-1 Global Presents Breakthrough     | 2009-08-28 | 1 0:25       |                                                                |
| Défaite  | 15–10, 1 NC | Jeff Monson        | Submission (Rear Naked Choke)         | Vengeance FC                         | 2008-09-27 | 1 3:15       |                                                                |
| Défaite  | 15–9,1 NC   | Ralph Kelly        | TKO (Strikes)                         | Xp3-The Proving Ground               | 2008-07-26 | 1 N/A        |                                                                |
| Défaite  | 15–8, 1 NC  | Tracy Willis       | Submission (Guillotine choke)         | C-3 Fights, Cocho, OK                | 2008-06-07 | 1 0:45       |                                                                |
| Défaite  | 15–7, 1 NC  | Oleg Taktarov      | Submission (Kneebar)                  | YAMMA – Pit Fighting 1               | 2008-04-11 | 1 1:55       |                                                                |
| Victoire | 15–6, 1 NC  | Chuck Huus         | Submission (Keylock)                  | CCCF – Battle on the Border          | 2008-03-29 | 1 2:41       |                                                                |
| Victoire | 14–6, 1 NC  | Steve Gavin        | Submission (Keylock)                  | WCO – Kerr Vs. Gavin                 | 2007-11-07 | 1 1:39       |                                                                |
| Défaite  | 13–6, 1 NC  | Mostapha Al-turk   | Submission (Punches)                  | Cage Rage 20 – Born II Fight         | 2007-02-10 | 1 0:43       |                                                                |
| Défaite  | 13–5, 1 NC  | Mike Whitehead     | TKO (Punches)                         | IFL-Championship Semis               | 2006-11-02 | 1 2:40       |                                                                |
| Défaite  | 13–4, 1 NC  | Yoshihisa Yamamoto | KO (Takedown Attempt)                 | PRIDE 27-Inferno                     | 2004-02-01 | 1 0:40       |                                                                |
| Défaite  | 13–3, 1 NC  | Heath Herring      | TKO (Knees)                           | PRIDE 15-Raging Rumble               | 2001-07-29 | 2 4:56       |                                                                |
| Défaite  | 13–2, 1 NC  | Igor Vovchanchyn   | Decision                              | PRIDE 12-Cold Fury                   | 2000-12-09 | 3 5:00       |                                                                |
| Victoire | 13–1, 1 NC  | Igor Borisov       | Submission (Neck Crank)               | PRIDE 10-Return of the Warriors      | 2000-08-27 | 1 2:06       |                                                                |
| Défaite  | 12–1, 1 NC  | Kazuyuki Fujita    | Decision                              | PRIDE Grand Prix 2000 Finals         | 2000-05-01 | 1 15:00      |                                                                |
| Victoire | 12–0, 1 NC  | Enson Inoue        | Decision                              | PRIDE Grand Prix 2000 Opening Round  | 2000-01-30 | 1 15:00      |                                                                |
| NC       | 11–0, 1 NC  | Igor Vovchanchyn   | No Contest (Illegal Knees)            | PRIDE 7-PRIDE 7                      | 1999-09-12 | 2 4:36       | Voictoire de Vovchanchyn, annulée pour coups de genou illégaux |
| Victoire | 11–0        | Nobuhiko Takada    | Submission (kimura)                   | PRIDE 6-PRIDE 6                      | 1999-07-04 | 1 3:04       |                                                                |
| Victoire | 10–0        | Hugo Duarte        | TKO                                   | PRIDE 4-PRIDE 4                      | 1998-10-11 | 3 2:32       |                                                                |
| Victoire | 9–0         | Pedro Otavio       | Submission (Armlock)                  | PRIDE 3-PRIDE 3                      | 1998-06-24 | 1 2:13       |                                                                |
| Victoire | 8–0         | Branko Cikatić     | Disqualification (Grabbing the Ropes) | PRIDE 2-PRIDE 2                      | 1998-03-15 | 1 2:14       |                                                                |
| Victoire | 7–0         | Dwayne Cason       | Submission (Rear Naked Choke)         | UFC 15-Collision Course              | 1997-10-17 | 1 0:53       | Remporte le tournoi poids lourds de l'UFC 15                   |
| Victoire | 6–0         | Greg Stott         | KO (Knee to the Head)                 | UFC 15-Collision Course              | 1997-10-17 | 1 0:17       |                                                                |
| Victoire | 5–0         | Dan Bobish         | Submission (Chin to the Eye)          | UFC 14-Showdown                      | 1997-07-27 | 1 1:38       | Remporte le tournoi poids lourds de l'UFC 14                   |
| Victoire | 4–0         | Moti Horenstein    | TKO                                   | UFC 14-Showdown                      | 1997-07-27 | 1 2:22       |                                                                |
| Victoire | 3–0         | Fabio Gurgel       | Decision (Unanimous)                  | WVC 3-World Vale Tudo Championship 3 | 1997-01-19 | 1 30:00      | Remporte le tournoi poids lourds du Wvc 3                      |
| Victoire | 2–0         | Mestre Hulk        | DQ (Crawling out of the Ring)         | WVC 3-World Vale Tudo Championship 3 | 1997-01-19 | 1 2:21       |                                                                |
| Victoire | 1–0         | Paul Varelans      | TKO (Strikes)                         | WVC 3-World Vale Tudo Championship 3 | 1997-01-19 | 1 2:06       |                                                                |

## Postérité
Le film The Smashing Machine, réalisé par Benny Safdie et prévu pour 2025 se concentre sur son parcours.